# インセプションの受賞とノミネートの一覧
本項目は、クリストファー・ノーラン監督、脚本による2010年のSFスリラー映画『インセプション』の受賞とノミネートの一覧である。

## 受賞とノミネート一覧

### 組織賞
| 賞歴                                     | 賞歴                           | 賞歴                         | 賞歴                                                                                                   | 賞歴       |
| セレモニー                               | 賞                             | 部門                         | 候補者名                                                                                               | 結果       |
| ---------------------------------------- | ------------------------------ | ---------------------------- | --- | ---------- |
| アメリカン・フィルム・インスティチュート | AFI賞                          | ムービーズ・オブ・ザ・イヤー | |            |
| 映画芸術科学アカデミー                   | アカデミー賞                   | 作品賞                       | クリストファー・ノーラン エマ・トーマス                                                                | ノミネート |
| 映画芸術科学アカデミー                   | アカデミー賞                   | 脚本賞                       | クリストファー・ノーラン                                                                               | ノミネート |
| 映画芸術科学アカデミー                   | アカデミー賞                   | 撮影賞                       | ウォーリー・フィスター                                                                                 | 受賞       |
| 映画芸術科学アカデミー                   | アカデミー賞                   | 視覚効果賞                   | クリス・コーボールド ポール・フランクリン Andrew Lockley Peter Bebb                                    | 受賞       |
| 映画芸術科学アカデミー                   | アカデミー賞                   | 美術賞                       | 美術監督 ガイ・ヘンドリックス・ディアス 装置監督 ラリー・ディアス ダグ・モワット                       | ノミネート |
| 映画芸術科学アカデミー                   | アカデミー賞                   | 作曲賞                       | ハンス・ジマー                                                                                         | ノミネート |
| 映画芸術科学アカデミー                   | アカデミー賞                   | 音響編集賞                   | リチャード・キング                                                                                     | 受賞       |
| 映画芸術科学アカデミー                   | アカデミー賞                   | 録音賞                       | ローラ・ハーシュバーグ ゲイリー・リッツオ エド・ノヴィック                                             | 受賞       |
| 英国映画テレビ芸術アカデミー             | BAFTA賞                        | 作品賞                       | | ノミネート |
| 英国映画テレビ芸術アカデミー             | BAFTA賞                        | 監督賞                       | クリストファー・ノーラン                                                                               | ノミネート |
| 英国映画テレビ芸術アカデミー             | BAFTA賞                        | オリジナル脚本賞             | クリストファー・ノーラン                                                                               | ノミネート |
| 英国映画テレビ芸術アカデミー             | BAFTA賞                        | 撮影賞                       | ウォーリー・フィスター                                                                                 | ノミネート |
| 英国映画テレビ芸術アカデミー             | BAFTA賞                        | 編集賞                       | リー・スミス                                                                                           | ノミネート |
| 英国映画テレビ芸術アカデミー             | BAFTA賞                        | 視覚効果賞                   | クリス・コーボールド ポール・フランクリン Andrew Lockley Peter Bebb                                    | 受賞       |
| 英国映画テレビ芸術アカデミー             | BAFTA賞                        | 美術賞                       | ガイ・ヘンドリックス・ディアス ラリー・ディアス ダグ・モワット                                         | 受賞       |
| 英国映画テレビ芸術アカデミー             | BAFTA賞                        | 作曲賞                       | ハンス・ジマー                                                                                         | ノミネート |
| 英国映画テレビ芸術アカデミー             | BAFTA賞                        | 音響賞                       | リチャード・キング ローラ・ハーシュバーグ ゲイリー・リッツオ エド・ノヴィック                          | 受賞       |
| ハリウッド外国人映画記者協会             | ゴールデングローブ賞           | 作品賞 (ドラマ部門)          | | ノミネート |
| ハリウッド外国人映画記者協会             | ゴールデングローブ賞           | 監督賞                       | クリストファー・ノーラン                                                                               | ノミネート |
| ハリウッド外国人映画記者協会             | ゴールデングローブ賞           | 脚本賞                       | クリストファー・ノーラン                                                                               | ノミネート |
| ハリウッド外国人映画記者協会             | ゴールデングローブ賞           | 作曲賞                       | ハンス・ジマー                                                                                         | ノミネート |
| ハリウッド映画祭                         | ハリウッド映画賞               | 作品賞                       | | 受賞       |
| ハリウッド映画祭                         | ハリウッド映画賞               | 撮影賞                       | ウォーリー・フィスター                                                                                 | 受賞       |
| ハリウッド映画祭                         | ハリウッド映画賞               | 作曲賞                       | ハンス・ジマー                                                                                         | 受賞       |
| IGN                                      | IGN映画賞                      | 映画賞                       | | 受賞       |
| IGN                                      | IGN映画賞                      | SF映画賞                     | | ノミネート |
| IGN                                      | IGN映画賞                      | 監督賞                       | クリストファー・ノーラン                                                                               | 受賞       |
| IGN                                      | IGN映画賞                      | 女優賞                       | マリオン・コティヤール                                                                                 | ノミネート |
| IGN                                      | IGN映画賞                      | ポスター賞                   | | ノミネート |
| IGN                                      | IGN映画賞                      | 予告編賞                     | | ノミネート |
| 国際プレスアカデミー                     | 国際プレスアカデミー           | ドラマ映画賞                 | | ノミネート |
| 国際プレスアカデミー                     | 国際プレスアカデミー           | 監督賞                       | クリストファー・ノーラン                                                                               | ノミネート |
| 国際プレスアカデミー                     | 国際プレスアカデミー           | 主演男優賞（ドラマ映画）     | レオナルド・ディカプリオ                                                                               | ノミネート |
| 国際プレスアカデミー                     | 国際プレスアカデミー           | 助演女優賞                   | マリオン・コティヤール                                                                                 | ノミネート |
| 国際プレスアカデミー                     | 国際プレスアカデミー           | オリジナル脚本賞             | クリストファー・ノーラン                                                                               | ノミネート |
| 国際プレスアカデミー                     | 国際プレスアカデミー           | 美術賞                       | ガイ・ヘンドリックス・ディアス ルーク・フリーボーン ブラッド・リッカー ディーン・ウォルコット          | 受賞       |
| 国際プレスアカデミー                     | 国際プレスアカデミー           | 撮影賞                       | ウォーリー・フィスター                                                                                 | 受賞       |
| 国際プレスアカデミー                     | 国際プレスアカデミー           | 編集賞                       | リー・スミス                                                                                           | ノミネート |
| 国際プレスアカデミー                     | 国際プレスアカデミー           | 作曲賞                       | ハンス・ジマー                                                                                         | 受賞       |
| 国際プレスアカデミー                     | 国際プレスアカデミー           | 音響賞                       | リチャード・キング ローラ・ハーシュバーグ ゲイリー・リッツオ エド・ノヴィック                          | ノミネート |
| 国際プレスアカデミー                     | 国際プレスアカデミー           | 視覚効果賞                   | ポール・フランクリン クリス・コーボールド Andrew Lockley Peter Bebb                                    | ノミネート |
| ナショナル・ボード・オブ・レビュー       | NBR賞                          | トップテン作品               | |            |
| ピープルズ・チョイス・アワード           | ピープルズ・チョイス・アワード | 映画賞                       | | ノミネート |
| ピープルズ・チョイス・アワード           | ピープルズ・チョイス・アワード | ドラマ映画賞                 | | ノミネート |
| ピープルズ・チョイス・アワード           | ピープルズ・チョイス・アワード | 映画男優賞                   | レオナルド・ディカプリオ                                                                               | ノミネート |
| ピープルズ・チョイス・アワード           | ピープルズ・チョイス・アワード | スクリーン・チーム賞         | レオナルド・ディカプリオ ジョゼフ・ゴードン＝レヴィット エレン・ペイジ トム・ハーディ ディリープ・ラオ | ノミネート |
| スクリーム賞                             | スクリーム賞                   | アルティメット・スクリーム賞 | | 受賞       |
| スクリーム賞                             | スクリーム賞                   | SF映画賞                     | | 受賞       |
| スクリーム賞                             | スクリーム賞                   | 監督賞                       | クリストファー・ノーラン                                                                               | ノミネート |
| スクリーム賞                             | スクリーム賞                   | 脚本賞                       | クリストファー・ノーラン                                                                               | ノミネート |
| スクリーム賞                             | スクリーム賞                   | SF男優賞                     | レオナルド・ディカプリオ                                                                               | 受賞       |
| スクリーム賞                             | スクリーム賞                   | SF女優賞                     | エレン・ペイジ                                                                                         | ノミネート |
| スクリーム賞                             | スクリーム賞                   | 助演男優賞                   | ジョゼフ・ゴードン＝レヴィット                                                                         | 受賞       |
| スクリーム賞                             | スクリーム賞                   | 助演女優賞                   | マリオン・コティヤール                                                                                 | ノミネート |
| スクリーム賞                             | スクリーム賞                   | ブレイクアウト演技賞（男優） | トム・ハーディ                                                                                         | 受賞       |
| スクリーム賞                             | スクリーム賞                   | カメオ賞                     | マイケル・ケイン                                                                                       | ノミネート |
| スクリーム賞                             | スクリーム賞                   | アンサンブル賞               | | ノミネート |
| スクリーム賞                             | スクリーム賞                   | 格闘シーン賞                 | ホテルでの無重力格闘シーン                                                                             | 受賞       |
| スクリーム賞                             | スクリーム賞                   | Holy Sh*t Scene of the Year  | 市街地の道路を走り抜ける列車                                                                           | ノミネート |
| スクリーム賞                             | スクリーム賞                   | Holy Sh*t Scene of the Year  | Paris street folds over onto itself                                                                    | ノミネート |
| スクリーム賞                             | スクリーム賞                   | F/X賞                        | | ノミネート |

### 組合賞
| 賞歴                   | 賞歴                                                    | 賞歴                               | 賞歴                                                                     | 賞歴       |
| セレモニー             | 賞                                                      | 部門                               | 候補者名                                                                 | 結果       |
| ---------------------- | ------------------------------------------------------- | ---------------------------------- | ------------------------------------------------------------------------ | ---------- |
| アメリカ映画編集者協会 | エディー賞                                              | ドラマ映画編集賞                   | リー・スミス                                                             | 未決定     |
| アメリカ撮影監督協会   | ASC賞                                                   | 劇場映画撮影賞                     | ウォーリー・フィスター                                                   | 未決定     |
| 美術監督組合           | ADG賞                                                   | ファンタジー映画美術賞             | ガイ・ヘンドリックス・ディアス                                           | 受賞       |
| 映画録音協会           | CAS賞                                                   | 映画音響編集賞                     | Ed Novick Lora Hirschberg Gary A. Rizzo                                  | 未決定     |
| 衣裳デザイナー組合     | CDG賞                                                   | コンテンポラリー映画衣裳デザイン賞 | ジェフリー・カーランド                                                   | 未決定     |
| 全米監督協会           | DGA賞                                                   | 長編映画監督賞                     | クリストファー・ノーラン                                                 | ノミネート |
| 映画音響編集者協会     | ゴールデン・リール賞                                    | 長編映画ダイアログADR賞            | リチャード・キング Hugo Weng R・J・カイツァー                            | 未決定     |
| 映画音響編集者協会     | ゴールデン・リール賞                                    | 長編映画音楽賞                     | アレックス・ギブソン ライアン・ルービン                                  | 未決定     |
| 映画音響編集者協会     | ゴールデン・リール賞                                    | 長編映画音響効果・フォーリー賞     | リチャード・キング クリストファー・フリック John Roesch Alyson Dee Moore | 未決定     |
| アメリカ製作者組合     | ダリル・F・ザナック・プロデューサー・オブ・ザ・イヤー賞 | 劇場映画作品賞                     | クリストファー・ノラーン エマ・トーマス                                  | ノミネート |
| 全米映画俳優組合       | SAG賞                                                   | スタント・アンサンブル賞           |                                                                          | 受賞       |
| 視覚効果協会           | VES賞                                                   | 映画視覚効果賞                     | ポール・フランクリン クリス・コーボールド Mike Chambers Matthew Plummer  | 受賞       |
| 視覚効果協会           | VES賞                                                   | 背景賞                             | Bruno Baron Dan Neal Graham Page Per Mork-Jensen                         | 受賞       |
| 視覚効果協会           | VES賞                                                   | モデル＆ミニチュア賞               | Ian Hunter Scott Beverly Forest Fischer Robert Spurlock                  | 受賞       |
| 視覚効果協会           | VES賞                                                   | 合成賞                             | Astrid Busser-Casas スコット・ピチャード Jan Maroske George Zwier        | 受賞       |
| 全米脚本家組合         | WGA賞                                                   | オリジナル脚本賞                   | クリストファー・ノーラン                                                 | 受賞       |

### 批評家協会賞
| 賞歴                                 | 賞歴                             | 賞歴                                   | 賞歴 | 賞歴       |
| セレモニー                           | 賞                               | 部門                                   | 候補者名 | 結果       |
| ------------------------------------ | -------------------------------- | -------------------------------------- | --- | ---------- |
| アフリカン・アメリカン映画批評家協会 | AAFCA賞                          | トップ10作品                           | | 第3位      |
| アフリカン・アメリカン映画批評家協会 | AAFCA賞                          | 監督賞                                 | クリストファー・ノーラン | 受賞       |
| 女性映画ジャーナリスト同盟           | EDA賞                            | 作品賞                                 | | ノミネート |
| 女性映画ジャーナリスト同盟           | EDA賞                            | 監督賞                                 | クリストファー・ノーラン | ノミネート |
| 女性映画ジャーナリスト同盟           | EDA賞                            | オリジナル脚本賞                       | クリストファー・ノーラン | ノミネート |
| 女性映画ジャーナリスト同盟           | EDA賞                            | 編集賞                                 | リー・スミス | 受賞       |
| 女性映画ジャーナリスト同盟           | EDA賞                            | 撮影賞                                 | ウォーリー・フィスター | ノミネート |
| 女性映画ジャーナリスト同盟           | EDA賞                            | 音楽賞                                 | ハンス・ジマー | ノミネート |
| 女性映画ジャーナリスト同盟           | EDA賞                            | Most Beautiful Film                    | | ノミネート |
| ブラック映画批評家協会               | BFCC賞                           | トップ10作品                           | | 第2位      |
| ブラック映画批評家協会               | BFCC賞                           | オリジナル脚本賞                       | クリストファー・ノーラン | 受賞       |
| オースティン映画批評家協会           | AFCA賞                           | トップ10作品                           | | 第3位      |
| 放送映画批評家協会                   | クリティクス・チョイス・アワード | 作品賞                                 | | ノミネート |
| 放送映画批評家協会                   | クリティクス・チョイス・アワード | 監督賞                                 | クリストファー・ノーラン | ノミネート |
| 放送映画批評家協会                   | クリティクス・チョイス・アワード | オリジナル脚本賞                       | クリストファー・ノーラン | ノミネート |
| 放送映画批評家協会                   | クリティクス・チョイス・アワード | アクション映画賞                       | | 受賞       |
| 放送映画批評家協会                   | クリティクス・チョイス・アワード | 撮影賞                                 | ウォーリー・フィスター | 受賞       |
| 放送映画批評家協会                   | クリティクス・チョイス・アワード | 美術監督賞                             | ガイ・ヘンドリックス・ディアス | 受賞       |
| 放送映画批評家協会                   | クリティクス・チョイス・アワード | 編集賞                                 | リー・スミス | 受賞       |
| 放送映画批評家協会                   | クリティクス・チョイス・アワード | 視覚効果賞                             | | 受賞       |
| 放送映画批評家協会                   | クリティクス・チョイス・アワード | 音楽賞                                 | ハンス・ジマー | ノミネート |
| 放送映画批評家協会                   | クリティクス・チョイス・アワード | 音響賞                                 | | 受賞       |
| セントラルオハイオ映画批評家協会     | COFCA賞                          | 作品賞                                 | | 受賞       |
| セントラルオハイオ映画批評家協会     | COFCA賞                          | 監督賞                                 | クリストファー・ノーラン | 受賞       |
| セントラルオハイオ映画批評家協会     | COFCA賞                          | 主演男優賞                             | レオナルド・ディカプリオ | ノミネート |
| セントラルオハイオ映画批評家協会     | COFCA賞                          | アンサンブル賞                         | | ノミネート |
| セントラルオハイオ映画批評家協会     | COFCA賞                          | アクター・オブ・ザ・イヤー             | レオナルド・ディカプリオ | ノミネート |
| セントラルオハイオ映画批評家協会     | COFCA賞                          | 撮影賞                                 | ウォーリー・フィスター | ノミネート |
| セントラルオハイオ映画批評家協会     | COFCA賞                          | オリジナル脚本賞                       | クリストファー・ノーラン | 受賞       |
| セントラルオハイオ映画批評家協会     | COFCA賞                          | 音楽賞                                 | ハンス・ジマー | 受賞       |
| シカゴ映画批評家協会                 | シカゴ映画批評家協会賞           | 作品賞                                 | | ノミネート |
| シカゴ映画批評家協会                 | シカゴ映画批評家協会賞           | 監督賞                                 | クリストファー・ノーラン | ノミネート |
| シカゴ映画批評家協会                 | シカゴ映画批評家協会賞           | オリジナル脚本賞                       | クリストファー・ノーラン | 受賞       |
| シカゴ映画批評家協会                 | シカゴ映画批評家協会賞           | 撮影賞                                 | ウォーリー・フィスター | 受賞       |
| シカゴ映画批評家協会                 | シカゴ映画批評家協会賞           | 音楽賞                                 | ハンス・ジマー | ノミネート |
| ダラス・フォートワース映画批評家協会 | DFWFCA賞                         | トップ10作品                           | | 第6位      |
| ダラス・フォートワース映画批評家協会 | DFWFCA賞                         | 監督賞                                 | クリストファー・ノーラン | 第4位      |
| ダラス・フォートワース映画批評家協会 | DFWFCA賞                         | 脚本賞                                 | クリストファー・ノーラン | 第2位      |
| デンバー映画批評家協会               | デンバー映画批評家協会賞         | 監督賞                                 | クリストファー・ノーラン | ノミネート |
| デンバー映画批評家協会               | デンバー映画批評家協会賞         | オリジナル脚本賞                       | クリストファー・ノーラン | ノミネート |
| デトロイト映画批評家協会             | デトロイト映画批評家協会賞       | 作品賞                                 | | ノミネート |
| デトロイト映画批評家協会             | デトロイト映画批評家協会賞       | 監督賞                                 | クリストファー・ノーラン | ノミネート |
| フロリダ映画批評家協会               | FFCC賞                           | オリジナル脚本賞                       | クリストファー・ノーラン | 受賞       |
| フロリダ映画批評家協会               | FFCC賞                           | 美術賞                                 | ブラッド・リッカー ガイ・ヘンドリックス・ディアス | 受賞       |
| フロリダ映画批評家協会               | FFCC賞                           | 撮影賞                                 | ウォーリー・フィスター | 受賞       |
| フロリダ映画批評家協会               | FFCC賞                           | 視覚効果賞                             | | 受賞       |
| ヒューストン映画批評家協会           | ヒューストン映画批評家協会賞     | 作品賞                                 | | ノミネート |
| ヒューストン映画批評家協会           | ヒューストン映画批評家協会賞     | 監督賞                                 | クリストファー・ノーラン | ノミネート |
| ヒューストン映画批評家協会           | ヒューストン映画批評家協会賞     | 脚本賞                                 | クリストファー・ノーラン | ノミネート |
| ヒューストン映画批評家協会           | ヒューストン映画批評家協会賞     | 撮影賞                                 | ウォーリー・フィスター | 受賞       |
| ヒューストン映画批評家協会           | ヒューストン映画批評家協会賞     | 作曲賞                                 | ハンス・ジマー | 受賞       |
| インディアナ映画批評家協会           | IFJA賞                           | 作品賞                                 | | 次点       |
| インディアナ映画批評家協会           | IFJA賞                           | 監督賞                                 | クリストファー・ノーラン | 受賞       |
| インディアナ映画批評家協会           | IFJA賞                           | 脚本賞                                 | クリストファー・ノーラン | 次点       |
| インディアナ映画批評家協会           | オリジナル・ヴィジョン賞         |                                        | クリストファー・ノーラン | 受賞       |
| アイオワ映画批評家協会               | IFC賞                            | 監督賞                                 | クリストファー・ノーラン | ノミネート |
| カンザスシティ映画批評家協会         | ロバート・アルトマン賞           | 監督賞                                 | クリストファー・ノーラン | 受賞       |
| カンザスシティ映画批評家協会         | Loutzenhiser賞                   | オリジナル脚本賞                       | クリストファー・ノーラン | 受賞       |
| カンザスシティ映画批評家協会         | Vince Koehler 賞                 | SF・ファンタジー・ホラー映画賞         | | 受賞       |
| ラスベガス映画批評家協会             | シエラ賞                         | 作品賞                                 | | 第2位      |
| ラスベガス映画批評家協会             | シエラ賞                         | 監督賞                                 | クリストファー・ノーラン | ノミネート |
| ラスベガス映画批評家協会             | シエラ賞                         | 主演男優賞                             | レオナルド・ディカプリオ | ノミネート |
| ラスベガス映画批評家協会             | シエラ賞                         | 脚本賞                                 | クリストファー・ノーラン | ノミネート |
| ラスベガス映画批評家協会             | シエラ賞                         | 美術監督賞                             | ガイ・ヘンドリックス・ディアス | ノミネート |
| ラスベガス映画批評家協会             | シエラ賞                         | 撮影賞                                 | ウォーリー・フィスター | 受賞       |
| ラスベガス映画批評家協会             | シエラ賞                         | 編集賞                                 | リー・スミス | 受賞       |
| ラスベガス映画批評家協会             | シエラ賞                         | 音楽賞                                 | ハンス・ジマー | ノミネート |
| ラスベガス映画批評家協会             | シエラ賞                         | 視覚効果賞                             | | 受賞       |
| ラスベガス映画批評家協会             | シエラ賞                         | DVD賞                                  | | ノミネート |
| ロンドン映画批評家協会               | ロンドン映画批評家協会賞         | 監督賞                                 | クリストファー・ノーラン | ノミネート |
| ロンドン映画批評家協会               | ロンドン映画批評家協会賞         | 英国助演男優賞                         | トム・ハーディ | ノミネート |
| ロサンゼルス映画批評家協会           | LAFCA賞                          | 美術賞                                 | ガイ・ヘンドリックス・ディアス | 受賞       |
| ノース・テキサス映画批評家協会       | NTFCA賞                          | 作品賞                                 | | 受賞       |
| ノース・テキサス映画批評家協会       | NTFCA賞                          | 監督賞                                 | クリストファー・ノーラン | 受賞       |
| ノース・テキサス映画批評家協会       | NTFCA賞                          | 撮影賞                                 | ウォーリー・フィスター | 受賞       |
| オクラホマ映画批評家協会             | OFCC賞                           | トップ10作品                           | | 第2位      |
| オクラホマ映画批評家協会             | OFCC賞                           | オリジナル脚本賞                       | クリストファー・ノーラン | 受賞       |
| オンライン映画批評家協会             | OFCS賞                           | 作品賞                                 | | ノミネート |
| オンライン映画批評家協会             | OFCS賞                           | 監督賞                                 | クリストファー・ノーラン | ノミネート |
| オンライン映画批評家協会             | OFCS賞                           | オリジナル脚本賞                       | クリストファー・ノーラン | 受賞       |
| オンライン映画批評家協会             | OFCS賞                           | 撮影賞                                 | ウォーリー・フィスター | ノミネート |
| オンライン映画批評家協会             | OFCS賞                           | 編集賞                                 | リー・スミス | 受賞       |
| フェニックス映画批評家協会           | PFCS賞                           | 作品賞                                 | | ノミネート |
| フェニックス映画批評家協会           | PFCS賞                           | 監督賞                                 | クリストファー・ノーラン | 受賞       |
| フェニックス映画批評家協会           | PFCS賞                           | オリジナル脚本賞                       | クリストファー・ノーラン | 受賞       |
| フェニックス映画批評家協会           | PFCS賞                           | アンサンブル演技賞                     | | ノミネート |
| フェニックス映画批評家協会           | PFCS賞                           | 撮影賞                                 | ウォーリー・フィスター | ノミネート |
| フェニックス映画批評家協会           | PFCS賞                           | 編集賞                                 | リー・スミス | 受賞       |
| フェニックス映画批評家協会           | PFCS賞                           | 美術賞                                 | ガイ・ヘンドリックス・ディアス | 受賞       |
| フェニックス映画批評家協会           | PFCS賞                           | 作曲賞                                 | ハンス・ジマー | 受賞       |
| フェニックス映画批評家協会           | PFCS賞                           | 視覚効果賞                             | | 受賞       |
| フェニックス映画批評家協会           | PFCS賞                           | スタント賞                             | | 受賞       |
| サンディエゴ映画批評家協会           | サンディエゴ映画批評家協会賞     | 作品賞                                 | | ノミネート |
| サンディエゴ映画批評家協会           | サンディエゴ映画批評家協会賞     | 監督賞                                 | クリストファー・ノーラン | ノミネート |
| サンディエゴ映画批評家協会           | サンディエゴ映画批評家協会賞     | オリジナル脚本賞                       | クリストファー・ノーラン | ノミネート |
| サンディエゴ映画批評家協会           | サンディエゴ映画批評家協会賞     | 撮影賞                                 | ウォーリー・フィスター | 受賞       |
| サンディエゴ映画批評家協会           | サンディエゴ映画批評家協会賞     | 編集賞                                 | リー・スミス | ノミネート |
| サンディエゴ映画批評家協会           | サンディエゴ映画批評家協会賞     | 美術賞                                 | ガイ・ヘンドリックス・ディアス | ノミネート |
| サウスイースタン映画批評家協会       | サウスイースタン映画批評家協会賞 | トップ10作品                           | | 第5位      |
| サウスイースタン映画批評家協会       | サウスイースタン映画批評家協会賞 | 監督賞                                 | クリストファー・ノーラン | 次点       |
| サウスイースタン映画批評家協会       | サウスイースタン映画批評家協会賞 | オリジナル脚本賞                       | クリストファー・ノーラン | 次点       |
| サウスイースタン映画批評家協会       | サウスイースタン映画批評家協会賞 | 撮影賞                                 | ウォーリー・フィスター | 次点       |
| セントルイス映画批評家協会           | セントルイス映画批評家協会賞     | 作品賞                                 | | ノミネート |
| セントルイス映画批評家協会           | セントルイス映画批評家協会賞     | 監督賞                                 | クリストファー・ノーラン | 次点       |
| セントルイス映画批評家協会           | セントルイス映画批評家協会賞     | オリジナル脚本賞                       | クリストファー・ノーラン | 次点       |
| セントルイス映画批評家協会           | セントルイス映画批評家協会賞     | 音楽賞                                 | ハンス・ジマー | 次点       |
| セントルイス映画批評家協会           | セントルイス映画批評家協会賞     | 視覚効果賞                             | | 受賞       |
| セントルイス映画批評家協会           | セントルイス映画批評家協会賞     | ムービング・ザ・メディアム・フォワード | | 受賞       |
| セントルイス映画批評家協会           | セントルイス映画批評家協会賞     | スペシャルメリット賞                   | ホテル廊下での無重力格闘シーン （ジョゼフ・ゴードン＝レヴィット） | 受賞       |
| トロント映画批評家協会               | TFCA賞                           | 監督賞                                 | クリストファー・ノーラン | 次点       |
| ユタ映画批評家協会                   | ユタ映画批評家協会賞             | 作品賞                                 | | ノミネート |
| ユタ映画批評家協会                   | ユタ映画批評家協会賞             | 監督賞                                 | クリストファー・ノーラン | 受賞       |
| ユタ映画批評家協会                   | ユタ映画批評家協会賞             | 脚本賞                                 | クリストファー・ノーラン | ノミネート |
| ユタ映画批評家協会                   | ユタ映画批評家協会賞             | 撮影賞                                 | ウォーリー・フィスター | ノミネート |
| バンクーバー映画批評家協会           | VFCC賞                           | 脚本賞                                 | クリストファー・ノーラン | ノミネート |
| ワシントンD.C.映画批評家協会         | WAFCA賞                          | 作品賞                                 | | ノミネート |
| ワシントンD.C.映画批評家協会         | WAFCA賞                          | 監督賞                                 | クリストファー・ノーラン | ノミネート |
| ワシントンD.C.映画批評家協会         | WAFCA賞                          | アンサンブル演技賞                     | トム・ベレンジャー、マイケル・ケイン、マリオン・コティヤール、 レオナルド・ディカプリオ、ジョゼフ・ゴードン＝レヴィット、 トム・ハーディ、キリアン・マーフィー、エレン・ペイジ、 ディリープ・ラオ、渡辺謙 | ノミネート |
| ワシントンD.C.映画批評家協会         | WAFCA賞                          | オリジナル脚本賞                       | クリストファー・ノーラン | 受賞       |
| ワシントンD.C.映画批評家協会         | WAFCA賞                          | 美術監督賞                             | | 受賞       |
| ワシントンD.C.映画批評家協会         | WAFCA賞                          | 撮影賞                                 | ウォーリー・フィスター | 受賞       |
| ワシントンD.C.映画批評家協会         | WAFCA賞                          | 音楽賞                                 | ハンス・ジマー | 受賞       |